# Derocalymma lampyrina
Derocalymma lampyrina är en kackerlacksart som beskrevs av Gerstaecker 1869. Derocalymma lampyrina ingår i släktet Derocalymma och familjen jättekackerlackor. Inga underarter finns listade i Catalogue of Life.